# Lovett Bay
Lovett Bay (lit. baía de Lovett) é um subúrbio e baía vizinha de Sydney, no estado da Nova Gales do Sul, na Austrália, situado a 36 quilômetros ao norte do distrito empresarial central de Sydney, na área do governo local do Conselho de Northern Beaches.
A baía de Lovett fica no Parque Nacional Ku-ring-gai, na costa ocidental do Pittwater, junto a Baía de Elvina. Ilha da Escócia, Church Point e Morning Bay estão nas proximidades.